# BMW E23
BMW E23 — первый автомобиль BMW 7-й серии. Заменив собой седан BMW E3, E23 производился в течение 9 лет, с 1977 по 1986 год, после чего был заменён BMW E32.

## Дизайн и особенности
Все E23 были оснащены 12-клапанными, шестицилиндровыми двигателями M30, которые достались автомобилю в наследство от снятых с производства автомобилей с кузовами E3 и E9. Хотя большинство двигателей E23 инжекторные, две модели (725 и 728) были доступны с четырёхкамерным карбюратором Solex(до 1979), пока их не заменили инжекторным 728i. Ранние инжекторные модели использовали систему впрыска Bosch L-jetronic, в то время как более поздние модели использовали более передовой электронный впрыск Bosch Motronic. На E23 с июля 1979 устанавливался двигатель с турбонаддувом (мод 745i) m102 (m30b32) до 83 г.в. и m106 (m30b34) до 86 г.в.. Мощность автомобиля с турбонаддувом составляла 252 л. с.
Это была модель BMW с индикаторами интервала обслуживания 'Check control', которые сигнализировали водителю о различных ошибках системы, и со сложной системой управления климатом. Бортовые компьютеры и антиблокировочная тормозная система (ABS) были дополнительными опциями на ранних моделях, но позже стали входить в список стандартного оборудования. Разнообразие вариантов комплектации включало кожаную обивку, несколько типов деревянных панелей, водительских сидений, подогревателей сидений, лобового стекла и зеркал. Более поздние модели были оснащены водительской подушкой безопасности. Были доступны механические коробки передач с пятью передачами и с четырьмя передачами (в зависимости от года) и автоматическая коробка передач.